# Erophila verna
Erophila verna es una planta de la familia de las brasicáceas.

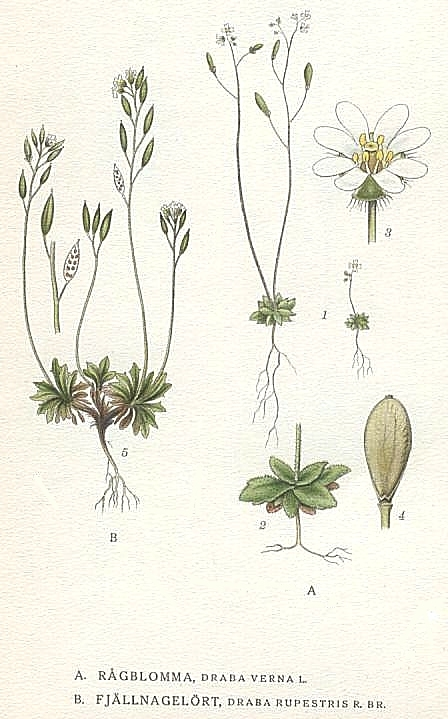
Ilustración

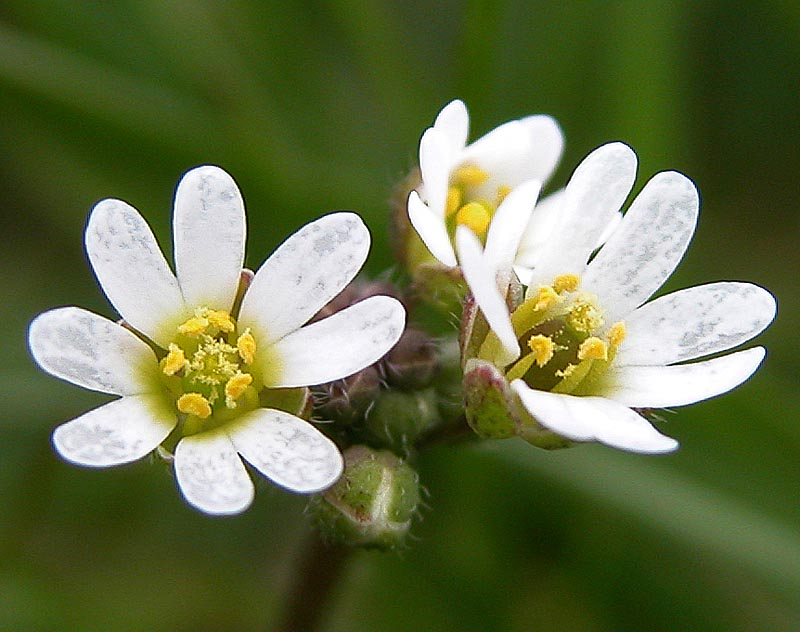
Detalle de las flores

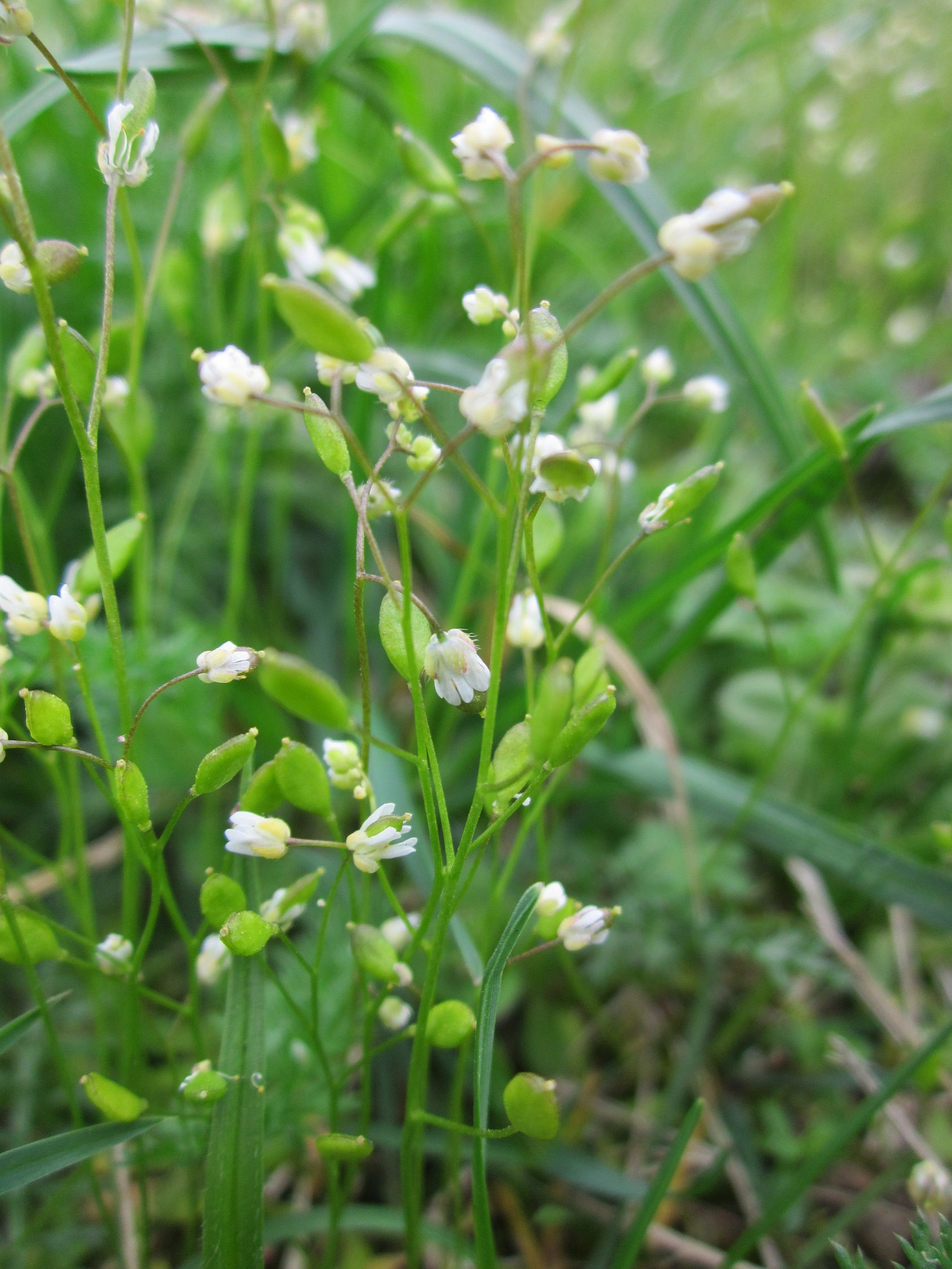
Vista de la planta

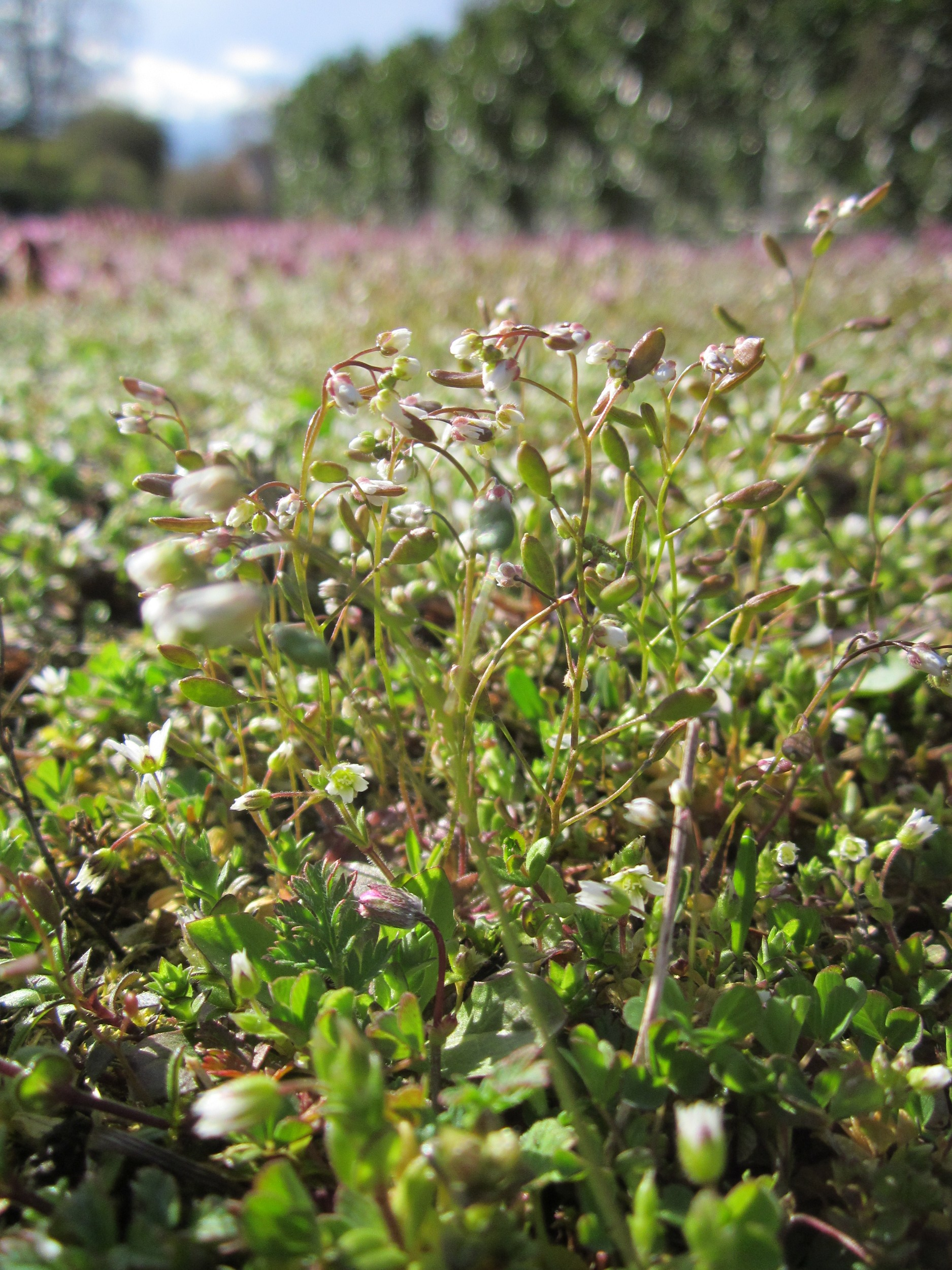
En su hábitat

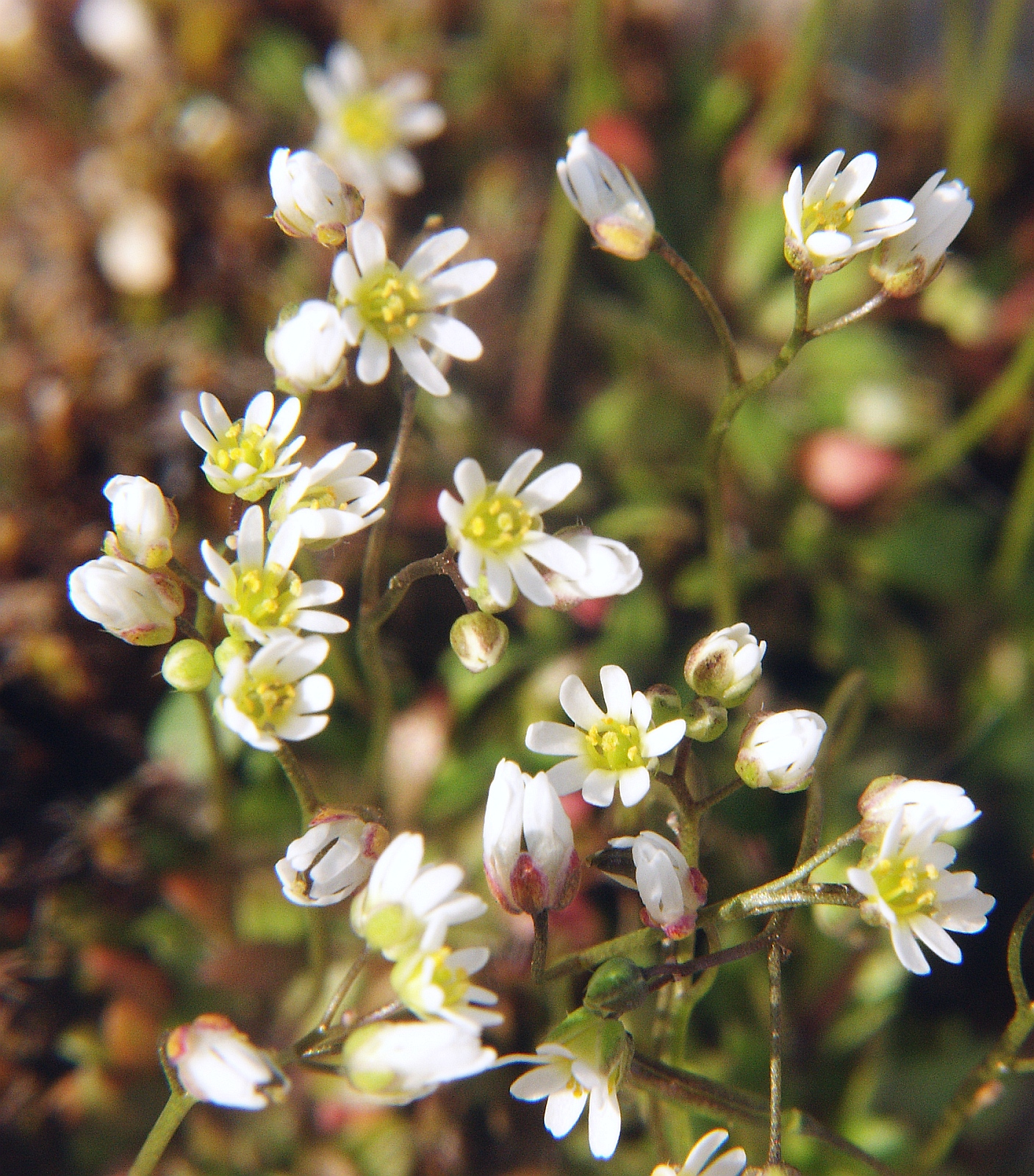
Inflorescencia

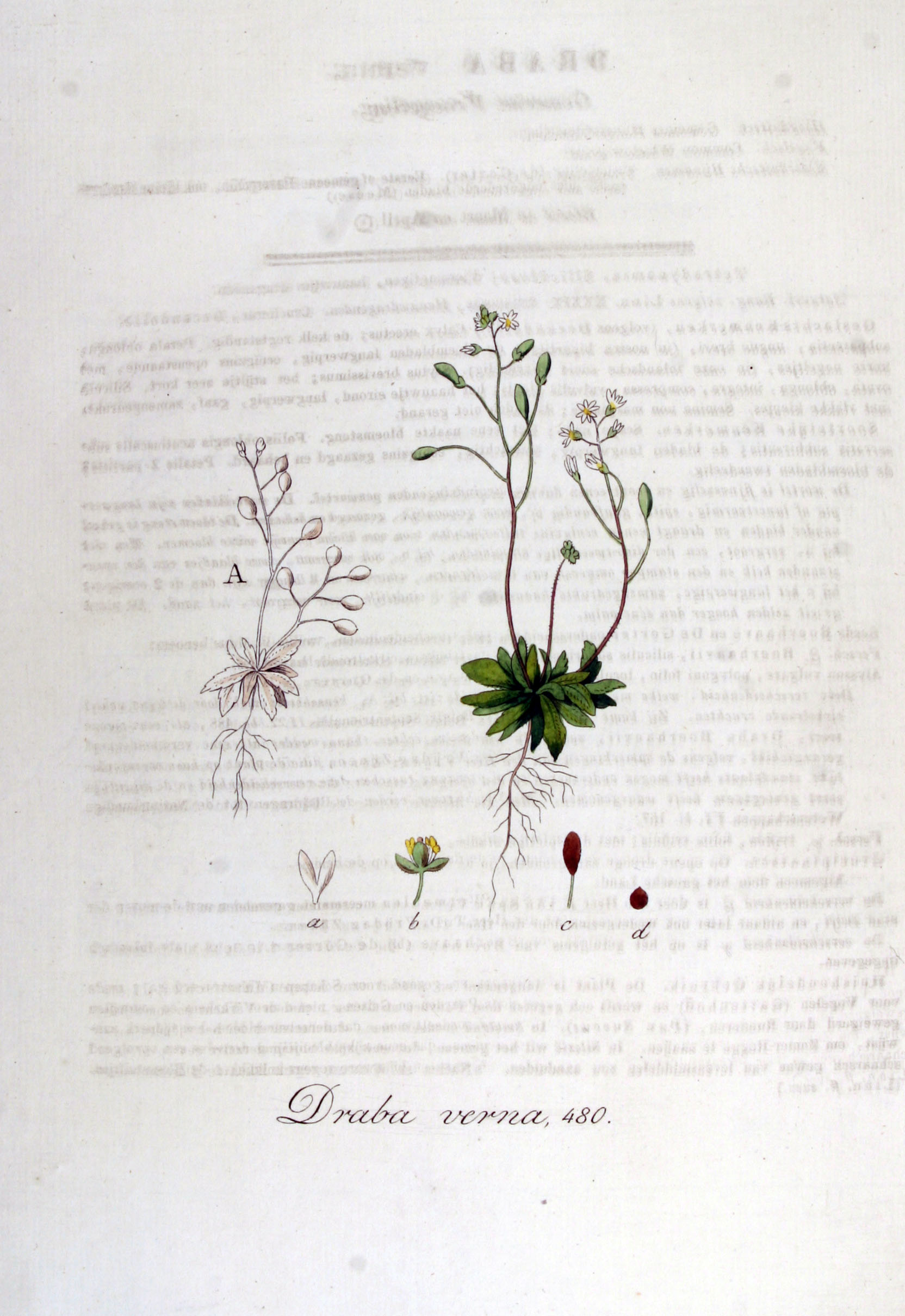
Ilustración

## Descripción
Erophila verna es una especie de fanerógama, pequeña, variable, anual, con uno o varios tallos y roseta basal de hojas acucharadas o lanceoladas cubiertas de pelos ramosos. Flores blancas, de 3 mm de diámetro, sépalos más cortos que los pétalos. Vaina plana, estrecha, elíptica a oblanceolada de 6-10 mm, glabra. Florece desde finales de invierno.

## Hábitat
Habita en eriales, ribazos, muros y dunas.

## Distribución
Por toda Europa.

## Propiedades
La planta es astringente y vulneraria. Se utiliza como un tratamiento para el panadizo.

## Taxonomía
Erophila verna fue descrita por (L.) DC. y publicado en Mémoires du Muséum d'Histoire Naturelle 7: 234, 251. 1821.
Citología
Número de cromosomas de Erophila verna (Fam. Cruciferae) y táxones infraespecíficos: 
Erophila praecox (Steven) DC.: 2n=36. Erophila verna subsp. praecox (Steven) Walters: 2n=32
Sinonimia
- Crucifera erophila E.H.L.Krause
- Draba alba Gilib.
- Draba americana Pers.
- Draba boerhaavii H.C.Hall
- Draba boerhaavii (H.C. Hall) Dumort.
- Draba claviformis Foucaud & Rouy
- Draba glabrescens Rouy & Foucaud
- Draba hirtella Rouy & Foucaud
- Draba inflata H.C.Watson ex Syme
- Draba krockeri (Rubner) Fritsch
- Draba leptophylla Rouy & Foucaud
- Draba maiuscula (Jord.) Hayek & Wibiral
- Draba majuscula Rouy & Foucaud
- Draba muscosa Ruiz & Pav. ex Steud.
- Draba obconica (Bory) Beck
- Draba obconica (de Bary ex Rosen) Fritsch
- Draba revelieri Rouy & Foucaud
- Draba spathulata Sadler
- Draba stenocarpa (Jord.) Hayek & Wibiral
- Draba subnitens Rouy & Foucaud
- Draba subrotunda Rouy & Foucaud
- Draba verna L.
- Draba virescens Rouy & Foucaud
- Draba vulgaris Rouy & Foucaud
- Draba vulgaris var. sessiliflora Beck
- Drabella verna (L.) Bubani	basónimo
- Erophila acrocarpa Brenner
- Erophila affinis Jord.
- Erophila americana (Pers.) DC.
- Erophila andegavensis Jord.
- Erophila angustata Brenner
- Erophila arenosa F.Herm.
- Erophila aurigerana Sudre
- Erophila bardini Jord.
- Erophila boerhaavii (H.C.Hall) Dumort.
- Erophila brachycarpa Jord.
- Erophila brevifolia Jord.
- Erophila brevipila Jord.
- Erophila breviscapa Jord.
- Erophila cabillonensis Jord.
- Erophila calcarata F.Herm.
- Erophila calcarea F. Herm.
- Erophila charbonnelii Sudre
- Erophila chlorina F.Rosen
- Erophila cinerea Jord.
- Erophila claviformis Jord.
- Erophila cochleata F.Rosen
- Erophila cochleoides Lotsy
- Erophila conferta Wilmott
- Erophila confertifolia Bannier
- Erophila confinis Jord.
- Erophila corsica Jord. ex Magnier
- Erophila cuneifolia Jord.
- Erophila curtipes Jord.
- Erophila decipiens Jord.
- Erophila dentata Jord.
- Erophila draba Schimp. & Spenn.
- Erophila duplex Winge
- Erophila elata F.Rosen
- Erophila elongata F.Rosen
- Erophila fallacina Jord.
- Erophila furcipila Jord.
- Erophila graminea F.Rosen
- Erophila hercynica F. Herm.
- Erophila hirta Jord. ex Nyman
- Erophila hirtella Jord.
- Erophila inconspicua F.Rosen
- Erophila inflata H.C.Watson ex Hook.f.
- Erophila krockeri Andrz.
- Erophila leptophylla Jord.
- Erophila lucida Jord.
- Erophila lugdunensis Jord.
- Erophila majuscula Jord.
- Erophila microcarpa Wibiral
- Erophila minuscula Jord.
- Erophila muricola Jord.
- Erophila muscosa DC.
- Erophila obconica de Bary ex Rosen
- Erophila obovata Jord.
- Erophila occidentalis Jord.
- Erophila oedocarpa Drabble
- Erophila ozanoni Jord.
- Erophila patens F.Rosen
- Erophila propera Sudre
- Erophila psilocarpa Jord.
- Erophila pyrenaica Jord.
- Erophila quadruplex Winge
- Erophila radians F.Rosen
- Erophila radiosa Brenner
- Erophila revelieri Jord.
- Erophila rhomboidea Brenner
- Erophila rigidula Jord.
- Erophila rubella Jord.
- Erophila rubrinaeva Jord.
- Erophila rurivaga Jord.
- Erophila sabulosa F.Herm.
- Erophila semiduplex Winge
- Erophila serrata Jord.
- Erophila simplex Winge
- Erophila sparsipila Jord.
- Erophila spathulata Láng
- Erophila stelligera F.Rosen
- Erophila stenocarpa Jord.
- Erophila stricta F.Rosen
- Erophila subintegra Jord.
- Erophila subrotunda Jord.
- Erophila subtilis Jord.
- Erophila tarda F.Rosen
- Erophila tenuis Jord.
- Erophila velebitica Degen
- Erophila vestita Jord.
- Erophila violaceo-petiolata Lotsy ex Bannier
- Erophila violaceopetiolata Lotsy
- Erophila vulgaris DC.
- Gansbium vernum Kuntze
- Gansblum vernum (L.) Kuntze[5]

## Nombres comunes
- Castellano: pan y quesillo, pan y quesito, yerbecilla temprana.[6]